# 마야2
《마야2》(영어: Maya the Bee: The Honey Games)는 2018년에 공개된 독일의 애니메이션 영화이다. 2014년에 공개된 영화 《마야》의 후속 작품이다.

## 줄거리
꿀벌왕국 최고의 빅이벤트 ‘허니올림픽’을 앞둔 민들레 초원의 마야와 친구들. 하지만 꿀벌왕국의 여황제를 화나게 만들어 올림픽 출전권을 잃을 상황에 처한다. 우여곡절 끝에 마야는 민들레 초원을 대표하여 경기에 참가하게 되지만, 만약, 팀이 탈락할 경우 꿀을 몽땅 빼앗기게 된다. 반드시 우승해야만 하는 ‘민들레 초원팀’의 위기, 이때 강력한 우승후보인 ‘바이올렛’의 ‘꿀벌왕국 드림팀’이 등장하게 되는데…
허니컵을 차지할 진정한 승자는 누가 될 것인가! 캡틴이 된 사랑스러운 마야, 꿀벌 인생 최대의 도전이 시작된다!

## 한국어 더빙
- 김서영: 마야 역 (목소리)
- 김명준: 윌리 역 (목소리)
- 김소희: 바이올렛, 여왕 역 (목소리)
- 임채헌: 베드포드, 플립 역 (목소리)
- 윤세웅: 비굿, 크레이그 역 (목소리)
- 오인실: 여왕 폐하 역 (목소리)
- 이소은: 스핀더 역 (목소리)
- 석승훈: 아니, 크롤리 역 (목소리)
- 이규창: 바니, 윙턴 역 (목소리)
- 민아: 산드라 역 (목소리)
- 장병관: 드라고 역 (목소리)

## 영어 더빙
- 코코 잭 질리스 - 마야 역 (목소리)
- 리차드 록스버그 - 플립 역 (목소리)
- 저스틴 클락 - 여황제 역 (목소리)